# Narvar állam
Narvar egy hercegi állam volt az Indiai brit birodalom idején. A 19. század elején jelölték ki az állam területét és határozták meg a közvetett Brit igazgatás körülményeit. Az állam területe tagolt volt és kb. 16 km2 tett ki. A hajdani Malva Ügynökség része volt. 1911-ben az állam lakosainak száma 1 817 volt. Narvar hercegi állam a Közép-indiai Ügynökség része lett. Az állam egy kis beékelődött terület volt, amely Gválijár állam Karéra körzetének északnyugati részén helyezkedett el. Órcsha, Dzshánszí és Dátia városoktól nyugatra volt.

## Narvar történelme
A korai 15. században Raghav Devdzsinek Malva szultánja földbirtokokat adományozott. Raghav Devdzsi Dhrangadhra uralkodójának a fia volt és a Dzshala rádzsput dinasztiához tartozott a Katiavár-félszigetről. Ezt a területet később Malva Dzshalavárnak nevezték. Unokája Kahan Szing áthelyezte fővárosát Narvarba. A földeket hűbérura 84 faluval egyetemben ajándékozta neki. Rao Ragunat Szing, Narvar uralkodója a 18. században, sikeresen küzdött a Szcindia, Puar és a Holkár maratha klánokkal szemben. Végtére is kiűzte a maratha seregeket és visszaállította királyságát Narvarban az 1820-as megállapodás szerint. Ezt a megállapodást a Brit Kelet-indiai Társaság szavatolta.

## Man Szing, Narvar rádzsájának lázadása
1858. augusztus 2-án egy incidens nagyon komoly következményekhez vezetett. Man Szing, Narvar rádzsája, aki egy Szcindia (Gválijár uralkodó dinasztiája) terület ura volt, összeveszett hűbérurával. Hogy megbosszulja a csorbát, amit elszenvedett a Szcindiától, összehívta követőit és 12 ezres seregével meglepte Pauri erős erődjét. Az erőd 133 kilométerre fekszik délnyugatra Gválijártól a szipri út mentén és 29 kilométerre, északnyugatra Szipritől. Frissen feltöltött ellátmánya és lőszerkészlete 6 hónapra volt elegendő.
Smith dandárparancsnok, dandárja Sziprben tartózkodott. Ott szerzett tudomást Man Szing lázadásáról. Másnap, augusztus 5-én elindult Szipriből a 8. huszárezred két századjával, az első bombeji ulánusok két századjával, a 95-ösök szárnycsapataival és 3 tábori ágyúval. Mikor a brit csapatok felvonultak, Man Szing egy fehér zászlós futárt küldött a brit parancsnokhoz és biztosította őt a britekkel szembeni békés szándékáról és viszálya csak a maharadzsával van. Azt is kérte, hogy fogadja őt.
Smith elfogadta a kérést és még aznap találkozott Man Szinggel. A lehető legkomolyabban, követelések nélkül adta elő Man Szing álláspontját a dandárparancsnoknak. Ő és családja hűséges szolgái voltak a maharadzsának apja uralkodásának idején és semmi sem árnyékolta be jó viszonyukat. Ám apja halálát követően a maharadzsa megsértette őt és kétségbe vonta jogigényét a narvari hercegségre és a hozzá tartozó uradalmakra. Ez késztette arra, hogy kardot ragadjon és elfoglalja Paurit, ami valaha uradalmához tartozott. Kijelentette, hogy semmi köze a szipoly lázadókhoz és nincs viszálya az angolokkal.
Bár Man Szing előterjesztése igaz volt, és erről Smith is meg volt győződve, abban az időben ezt mégsem fogadhatta el egy brit parancsnok. Smith volt a felelős a békéért Szipri térségében, és ezt a békét fenyegette Man Szing. Előkészült hát az ostromra.
Pauri erős erőd volt, jól felszerelt és ellátott. Eredeti 2 ezres védelme is megduplázódott elfoglalása óta. Az újonnan érkezettek közt volt Adzsit Szing is, Man Szing nagybátyja. Smith serege mindössze 1 100 különféle fegyvernemű katonából állt és ágyúi sem voltak ostromágyúk. Így túl gyenge volt az ostromhoz és az erőd erős volt egy lerohanással szemben.
Ezért Smith elfoglalta állásait és erősítésért folyamodott Gválijárhoz. Napier parancsnok Augusztus 19-én csatlakozott Smithhez és az elkövetkező napon elkezdődött az ostrom. Három napos ágyúzás után Man Szing menekülésre vette a dolgot és a pauri rengetegbe rejtőzött el, ahol sikertelenül üldözték.
A menekülő Man Szinget találkozóra hívták Tatya Topéhoz. Együtt vonultak Paronba, ahol két napig állomásoztak, majd észak felé vették útjukat Indragar irányában. Amint elérték a Csambal-folyó partját, Man Szing ismeretlen okból elhagyta társaságukat.
Miután Holmes rajta ütött a lázadók egyik táborán, Tatya Topé serege feloszlott. A menekülő Tatya ismét találkozott Man Szinggel a paroni őserdőben. Ott Tatya bevallotta, hogy belefáradt az üldöztetésbe.
Topé és Man Szing a paroni rengetegben rejtőzködtek, ami a hatalmas narvari családi birtokokhoz tartozott, amit a Szcindiák kegyetlenül elragadtak. Itt viszonylagos biztonságban maradhattak. Sir Robert Napier, brit parancsnok, azt agyalta ki, hogy közben jár a Szcindiáknál bizonyos területek visszaadása érdekében és kegyelmet ad Man Szingnek, ha feladja Topét.
Man Szing viszályban volt Gválijár maharadzsájával és a britek sikeresen tárgyaltak vele, hogy adja meg magát nekik életéért és családja védelméért cserébe a maharadzsa megtorlása ellen. Ezután Tope magára maradt. A brit seregeknek több mint egy évig sem sikerült őt legyőzniük. Topét bizalmas barátja, Man Szing árulta el a briteknek, míg táborában aludt a paroni erdőben. 1859. április 7-én fogta őt el egy bennszülött, gyalogos különítmény a brit Richard John Meade tábornok parancsnoksága alatt, akiket Man Szing vezetett. A foglyot Sivpuriba szállították, ahol hadbíróság elé állították és április 18-án felakasztották.

## Narvar mint dzsagír
Narvar hercegi állama Gválijár dzsagírja volt. A terület magába foglalta Narvar, Gummi (Ganvari) és Macsakeri falvakat és évi adót fizettek Gválijár államnak. 1899-ben az indiai brit kormány megerősítette kezességét az állam felett, miután Gválijár megkérdőjelezte a helyi uralkodó jogait, aki a takur címet viselte. Narvar hercegi államának takurja jövedelmet (tanka) kapott Gválijár, Déva és Indaur államokból.

## Az állam megszűnése
Miután 1947-ben India elnyerte függetlenségét a brit uralomtól, Narvar állam utolsó uralkodója csatlakozott államával az újonnan megalakult Indiai Domíniumhoz, vagy Indiai Unióhoz (1947-1950). Ma Narvar egy nagar pancsajat és város a Sivpuri körzetben, Madhja Prades államban, Indiában.